# 갈비사이신경
갈비사이신경(intercostal nerves) 또는 늑간신경(肋間神經)은 몸신경계의 일부로서 T1부터 T11까지의 가슴신경 앞가지에서 시작된다. 주로 가슴막과 배막으로 나누어지며, 다른 척수신경의 앞가지들과는 다르게 신경얼기를 이루지 않은 채 각각의 가지들이 독립적으로 주행한다.
처음의 두 갈비사이신경은 상지와 가슴에 분포하는 신경 섬유를 낸다. 다음 네 개의 갈비사이신경은 가슴벽에, 아래쪽 다섯 개는 가슴벽과 배벽에 분포한다. 일곱 번째 갈바사이신경은 복장뼈의 칼돌기에서 끝난다. 열 번째 갈비사이신경은 배꼽에서, 열두 번째 갈비사이신경(갈비아래신경)은 배벽과 사타구니에 분포한다. 각각의 섬유는 1300여 개의 축삭을 포함하고 있다.
자율신경계에 속하는 신경들이 내장가슴막에 분포하는 것과 다르게, 몸신경계에 속하는 갈비사이신경은 근수축을 조절하며 피부와 벽가슴막의 특정 감각 정보를 운반한다. 이는 가슴안 안쪽 벽에 생긴 손상이 왜 다친 부위에 국소적으로 날카로운 통증이 느껴지는지를 설명한다. 내장가슴막의 손상은 국소적이지 않은 통증으로 나타난다.

## 첫째 가슴신경
첫 번째 가슴신경의 앞갈래는 두 개의 가지로 나누어진다. 더 큰 가지는 첫째 갈비뼈의 목 앞에서 가슴을 떠나 팔신경얼기로 들어간다. 더 작은 가지인 첫째 갈비사이신경은 첫째 갈비사이공간을 주행하여 가슴의 앞쪽에서 가슴의 첫째 앞피부가지로 끝난다. 가끔 앞피부가지는 존재하지 않기도 한다.
첫째 갈비사이신경은 드물게 가쪽피부가지를 내기도 하지만 가끔 갈비사이위팔신경과 교통하는 작은 가지를 내기도 한다.
둘째 가슴신경에서 가끔 연결되는 가지가 둘째 갈비뼈의 목을 넘어 첫째 갈비사이신경으로 연결된다. 이 신경은 쿤츠(Kuntz)에 의해 1927년 처음 묘사되었으며 다양한 해부학적 변이가 존재하지만 대략 40~80% 정도의 사람들에 존재한다고 알려져 있다.

## 위쪽 가슴신경 (둘째~여섯째)
둘째부터 여섯째 가슴신경의 앞갈래와, 첫째 가슴신경에서 온 작은 가지는 가슴벽에만 분포하여 가슴갈비사이신경(thoracic intercostal nerves)이라고 한다.
이들은 갈비사이동맥, 갈비사이정맥의 아래쪽에서 갈비사이공간을 주행한다. 가슴의 뒤쪽에서 이들은 가슴막과 뒤갈비사이막 사이에 놓여 있지만, 곧 속갈비사이근과 맨속갈비사이근 사이에서 주행하며 앞쪽에서는 가슴막과 속갈비사이근 사이에 위치한다.
복장뼈 가까이에서는 속가슴동맥과 가로가슴근의 앞쪽을 가로지르며 속갈비사이근, 앞갈비사이막, 큰가슴근을 관통한다. 이때 가슴의 앞피부가지를 형성하며 가슴 앞쪽의 외피와 유방에 분포한다. 둘째 갈비사이신경의 가지는 목신경얼기의 안쪽빗장위신경과 합쳐진다.

### 가지
여러 얇은 미세섬유가 근육가지로서 갈비사이근, 갈비아래근, 갈비올림근, 위뒤톱니근, 가로가슴근에 분포한다. 가슴의 앞쪽에서 몇몇 가지들이 갈비사이공간에서 다른 갈비사이공간으로 갈비연골을 가로지르기도 한다.
- 가쪽피부가지(lateral cutaneous branches)는 척추와 복장뼈의 중간 지점에서 갈비사이신경으로부터 갈라져 나온다. 이들은 바깥갈비사이근과 앞톱니근을 뚫고 나와 앞가지와 뒤가지로 나뉜다.
- 앞가지(anterior branches)는 가슴과 피부의 측면과 앞쪽을 주행하며, 넷째 갈비사이신경의 앞가지는 젖꽃판과 유방에 분포하며 다섯째와 여섯째 갈비사이신경의 앞가지는 배바깥빗근의 앞쪽 근육가지에 분포한다.
- 뒤가지(posterior branches)는 뒤쪽으로 주행하여 어깨뼈와 넓은등근을 덮는 피부에 분포한다.

둘째 갈비사이신경의 가쪽피부가지는 다른 신경들과 다르게 앞가지와 뒤가지로 나누어지지 않으며, 따로 갈비사이위팔신경이라고 한다.

## 가장 아래쪽 (열두째)

### 가쪽피부가지
마지막 가슴신경의 가쪽피부가지는 크기가 크며 더 이상 나누어지지 않는다. 이 가지는 배속빗근, 배바깥빗근을 뚫고 나와 엉덩아랫배신경의 가쪽피부가지 앞쪽에서 엉덩뼈능선을 따라 내려간다. 그 후 볼기근의 앞쪽 부분에 분포하며 일부 섬유는 넙다리뼈의 큰돌기까지 내려간다.

## 추가 이미지

신경계
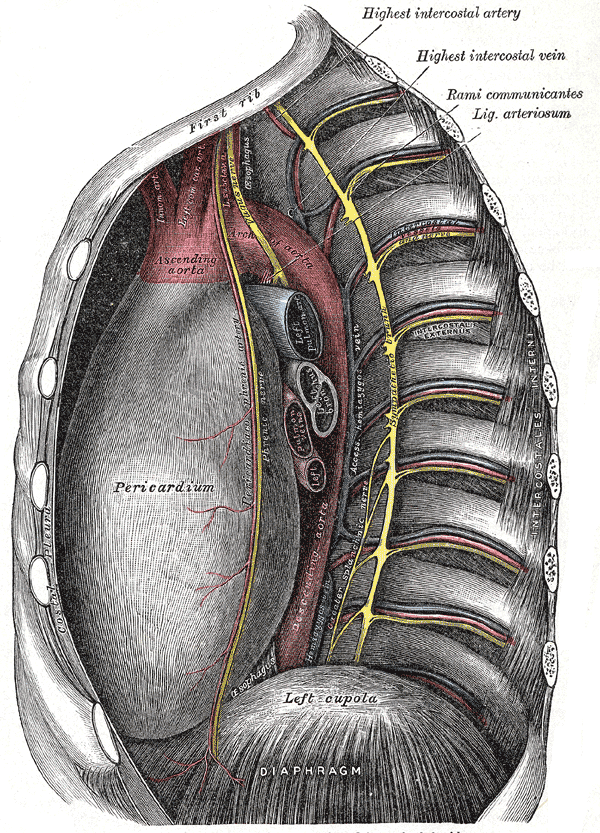
왼쪽에서 본 갈비사이공간
팔신경얼기
척수신경을 성분별로 표시한 팔신경얼기

## 같이 보기
- 바깥갈비사이근
- 속갈비사이근
- 말초신경계

## 참고 문헌
이 문서는 현재 퍼블릭 도메인에 속하는 그레이 해부학 제20판(1918) page 945의 내용을 기초로 작성된 글이 포함되어 있습니다.
1. 1 2  Ostrowska, Monika; de Carvalho, Mamede (2015년 1월 1일),  Tubbs, R. Shane; Rizk, Elias; Shoja, Mohammadali M.; Loukas, Marios, 편집., “Chapter 34 - Injuries of the Nerves of the Thorax”, 《Nerves and Nerve Injuries》 (영어) (San Diego: Academic Press), 525–543쪽, doi:10.1016/b978-0-12-802653-3.00083-x, ISBN 978-0-12-802653-3, 2020년 11월 17일에 확인함
2. 1 2  Hébert-Blouin, Marie-Noëlle; Spinner, Robert J.; Bishop, Allen T.; Shin, Alexander Y. (2012년 1월 1일),  Chung, Kevin C.; Yang, Lynda J. -S.; McGillicuddy, John E., 편집., “CHAPTER 19 - Reconstructive procedures for the upper extremity”, 《Practical Management of Pediatric and Adult Brachial Plexus Palsies》 (영어) (Philadelphia: W.B. Saunders), 249–270쪽, doi:10.1016/b978-1-4377-0575-1.00019-8, ISBN 978-1-4377-0575-1, 2020년 11월 17일에 확인함
3. 1 2 3 4 5  Narchi, Patrick; Singelyn, François; Paqueron, Xavier; Nicholls, Barry (2014년 1월 1일),  Benzon, Honorio T.; Rathmell, James P.; Wu, Christopher L.; Turk, Dennis C., 편집., “55 - Truncal Blocks”, 《Practical Management of Pain (Fifth Edition)》 (영어) (Philadelphia: Mosby), 745–754.e2쪽, doi:10.1016/b978-0-323-08340-9.00055-4, ISBN 978-0-323-08340-9, 2020년 11월 17일에 확인함
4. ↑  Ramsaroop L, Partab P, Singh B, Satyapal KS. Thoracic origin
of a sympathetic supply to the upper limb: the 'nerve of Kuntz' revisited.
J Anat. 2001;199:675Y682
5. ↑  Marhold F, Izay B, Zacherl J, Tschabitscher M, Neumayer C.
Thoracoscopic and anatomic landmarks of Kuntz's nerve: implications
for sympathetic surgery. Ann Thorac Surg. 2008;86:1653Y1658.